# Барешич, Миро
Миро Барешич (хорв. Miro Barešić; 10 сентября 1950 — 31 июля 1991) — хорватский националист, член организации «Хорватское национальное сопротивление». Известен тем, что участвовал в убийстве югославского посла в Швеции в 1971 году, был освобождён из тюрьмы, и на угнанном самолёте компании Scandinavian Airlines покинул Швецию.

## Биография

### Молодость
Миро Барешич родился 10 сентября 1950 в городе Шибеник (НР Хорватия). Он был пятым ребенком в семье Юре Барешича и Веры Барешич (урождённой Стояновой). 
В 1968 году Миро был призван в Югославскую "народную" армию — и наотрез отказался служить под знаменем с «серпом, чекичем и петокракой»! Он откровенно сказал, что титовские власти «лишили хорватский народ любых гражданских прав». А ещё добавил, что четверо его родных со стороны матери были в годы Второй мировой войны убиты коммунистическими партизанами только за то, что они были хорватами. Барешича обвинили в дезертирстве. И дали ему полгода лишения свободы в концентрационном лагере Голый Оток. Это безводный необитаемый остров в Адриатическом море.
В 1969 году, после отбытия лагерного срока, Барешич бежал за границу в Италию, связавшись там с членами Хорватского национального сопротивления, которые помогли ему перебраться в Германию, а затем в Швецию. Там он сначала работал на резиновом заводе, а затем на металлургическом. В Швеции Барешич встретился с другими политическими эмигрантами, среди которых также было очень много радикальных хорватских националистов. Барешич планировал воссоздать военную организацию «Чёрный легион» (хорв. Crna Legija), чтобы начать подпольную войну против коммунистической Югославии.

### УбийствоВладимира Роловича
7 апреля 1971 г. Барешич, со своим другом Анджелко Брайковичем, родственником Анте Стояновым и ещё четырьмя бойцами (Маринко Лемо, Станислав Миличевич, Иван Вуйчевич и Благо Микулич), приехали на арендованной машине в Стокгольм, чтобы напасть на посольство Югославии. Барешич и Брайкович, войдя в холл, стали делать вид, что осматриваются. В здании находился посол Югославии Владимир Ролович, в прошлом комендант концлагеря Голи-Оток, глава Отдела национальной безопасности Югославии, запятнавший себя преступлениями против хорватского и черногорского народов. Тем не менее, как утверждал Барешич, убийство Роловича не входило в планы усташей: его хотели обменять на девятерых хорватских узников. Обнаружив Роловича, боевики бросились к нему, посол выхватил пистолет, но не успел им воспользоваться. Барешич и Брайкович быстро скрутили Роловича, при этом ранив его, а затем заперли посла в кабинете. Брайкович удерживал Роловича на стуле, стянув его шею ремнём, а Барешич охранял дверь. Вскоре он услышал, что к кабинету бегут люди: простые граждане, журналисты, врачи и полиция. Брайкович принял спонтанное решение: быстро выхватил пистолет и, вставив его дуло в рот Роловичу, нажал на спусковой крючок. А Барешич швырнул с балкона портрет маршала Тито. После чего оба хорвата тут же сдались полиции: их немедленно сковали наручниками. Барешич, расцеловав Брайковича (давая тем самым понять, что не осуждает его действия), стал выкрикивать усташские лозунги: «Oj Hrvati, još nas dosta ima, prekinite veze sa Srbima», «Živila Nezavisna Hrvatska» и «Živio Ante Pavelić».
Спустя 8 дней Ролович умер, и боевики предстали перед судом. Суд приговорил Барешича и Брайковича к пожизненному лишению свободы, и оба они отправились в секретную шведскую тюрьму. Дело об убийстве Роловича получило широкий общественный резонанс, ибо посла застрелили почти что на глазах журналистов, причём впервые в шведской истории это сделал иностранец. Позднее против югославских иммигрантов прокатилась волна погромов: их обвиняли в каждом крупном преступлении, вплоть до убийства Улофа Пальме.

### Бегство в Испанию
15 сентября 1972 года группа усташей (Томислав Ребрина, Никола Лисац и Рудольф Прскало) захватила в аэропорту Бултофта (Bulltofta), в городе Мальмё, самолёт «Douglas DC-9», принадлежавший шведской компании Scandinavian Airlines. На борту находились 86 пассажиров, и, угрожая бомбой, потребовала освобождения участников покушения на Роловича. Курировал операцию Стипе Микулич (Stipe Mikulić). Шведский премьер Улоф Пальме выполнил их требования. Узников доставили к захваченному самолету, и на нём они улетели в Мадрид. Там за угон самолёта мстители получили различные тюремные сроки (максимальный составлял 30 лет). Несмотря на то, что между Швецией и Испанией было соглашение об экстрадиции преступников, шведы так и не запросили испанцев об экстрадиции Барешича. В судьбе осуждённых принял активное участие проживавший в Испании усташ Динко Шакич, который, при посредничестве адмирала Карреро Бланко, ходатайствовал перед генералиссимусом Франко об их помиловании. Каковое последовало по прошествии 18 месяцев заключения. После чего Барешич и Брайкович связались с послом Парагвая в Испании Родни Эльпидио Асеведо и через месяц получили все документы для перелёта в Парагвай. Правительство Парагвая укрыло беглецов, подчеркнув в официальном коммюнике, что убежище хорватам предоставлено «из чисто гуманитарных соображений».

### В Парагвае и США
Барешич получил новый паспорт гражданина Парагвая с выдуманным именем «Тони Шарич» (хорв. Toni Šarić). Под этим именем он был зачислен в армию Парагвая, где дослужился до звания капитана. Он был военным инструктором по рукопашному бою и позднее стал профессиональным каратистом, удостоился чёрного пояса. В 1977 году Барешич был нанят телохранителем посла Парагвая в США Марио Лопеса Эскобара. Во время одного из визитов спецслужбы США раскрыли его личность, и Барешич (он же Шарич) вынужден был незамедлительно вернуться в Парагвай. Тем временем югославские иммигранты в США (коммунисты и сербские четники) потребовали немедленно арестовать Барешича и отдать его под суд. В 1980 г. агенты ЦРУ выкрали Барешича из Парагвая и доставили в США. На суде в Нью-Йорке было принято решение о его депортации в Швецию.

### Второй шведский срок
Приговор о пожизненном лишении свободы шведский суд оставил в силе. В тюрьме Барешич познакомился со шведским банковским грабителем швейцарского происхождения Джоном Аусониусом. По словам Аусониуса, тот часами мог слушать рассказы Барешича о его похождениях. В 1985 году Барешичу сократили тюремный срок до 18 лет, а 10 декабря 1987 года освободили досрочно. Решение о досрочном освобождении принималось на экстренном заседании шведского правительства и было обусловлено тем, что пенитенциарная система Швеции была неспособна защитить жизнь заключённого от возможных покушений со стороны УДБА. Барешич, его жена Славица и двое детей были доставлены в Парагвай, в Международный аэропорт Стресснера, шведским военным самолётом «Геркулес», где проживал вплоть до 1991 года.

### Возвращение на родину и смерть
Когда разразилась война в Хорватии, Барешич немедленно поспешил на родину. 12 мая 1991 года он прибыл в Хорватию под именем Божидара Смоталича (Božidar Smotalić). Получив гражданство, он был включён в состав Министерства обороны. С ведома Гойко Шушака, Барешич-Смоталич получил новое имя: Марко Марич (Marko Marić). Под этим именем он вступил в специальный диверсионный отряд «Zbor narodne garde», укомплектованный, по преимуществу, реэмигрантами. Марко Марич выполнял спецоперации в Задаре против атаковавших этот древний город частей ЮНА формирований Сербской Краины. 31 июля 1991 года, после провала одной из спецопераций, Барешич был убит в деревне Миране-Доне, близ Бенковаца. Тело его 5 августа нашёл местный житель, заявив об этом полиции Хорватии. Какое-то время факт его убийства держался в секрете. Барешич был погребён на кладбище Мирошевич под именем Анте Катича (Ante Katić).
Расследование по делу об убийстве Барешича началось лишь в 2002 году, по запросу Николы Майсторовича (который снимал один из первых фильмов о жизни Барешича) и генерального прокурора Хорватии. По итогам расследования было установлено, что к смерти Барешича причастны солдаты сил самообороны САО Краина; однако расследование двумя независимыми лицами привело к заключению, что Барешича убил кто-то из его сослуживцев, который ранее был агентом югославских спецслужб и оказался на грани раскрытия. Расследование возобновилось в 2012 году. На причастности югославских спецслужб настаивает и Славица Барешич, его вдова.
Виктор Иван Барешич, сын Миро Барешича, подозревает Йосипа Перковича, Йосипа Манолича и Франьо Туджмана в причастности к убийству его отца.

## Память
31 июля 2016 года в селении Пакоштан, близ Шибеника, воздвигнут памятник Миро Барешичу. Монохромная каменная скульптура размером чуть больше натуральной величины была создана скульптором Иваном Куюнджичем. Министерство иностранных дел Черногории поспешило 1 августа 2016 г. выразить протест по этому поводу, направив соответствующую ноту послу Хорватии в Подгорице. А вскоре нео-титовцы выкрасили одну из рук Барешича в кроваво-красный цвет.